# Диниев, Джошгун Шахин оглы
Джошгун Шахин оглы Диниев (азерб. Diniyev Coşqun Şahin oğlu; 13 сентября 1995, Баку, Азербайджан) — азербайджанский футболист, полузащитник сборной Азербайджана.

## Клубная карьера
Джошгун Диниев является воспитанником бакинского футбольного клуба «Интер», в составе которого выступал с 2012 года. В 2008 году в рамках проекта «Milan Junior Camp» Миркямиль Гашимлы, Джошгун Диниев, Анар Магеррамов, Тайяр Мамедов, Рамиль Мансуров и Мансур Нахаванди выиграли поездку на учебно-тренировочные сборы в клубе «Милан».
С 2019 по 2021 год выступал за «Сабах». 
С 2023 года выступал в Турции. Играл за «Умраниеспор», «Бандырмаспор», «Чорум».
11 февраля 2025 года «Чорум» подписал с Диниевым контракт на 1,5 года. 28 июля 2025 года расторг контракт.

## Сборная Азербайджана
27 октября 2011 года провёл дебютный матч в составе юношеской сборной Азербайджана до 17 лет в хорватском городе Умаг против сборной Бельгии, в отборочном матче чемпионата Европы.
Дебютировал в составе юношеской сборной Азербайджана до 19 лет 26 октября 2012 года в Загребе, в отборочном матче чемпионата Европы среди футболистов до 19 лет, против Исландии.

## Достижения
- Чемпион Азербайджана (3): 2015/16, 2016/17, 2017/18
- Серебряный призёр чемпионата Азербайджана (2): 2013/14, 2014/15
- Бронзовый призёр чемпионата Азербайджана (1): 2012/13
- Обладатель Кубка Азербайджана (2): 2015/16, 2016/17

## Семья
Джошгун Диниев является младшим сыном Шахина Диниева — футболиста и футбольного тренера, который в период с 1992 по 1996 года был главным тренером национальной сборной Азербайджана. Старший брат Джошгуна — Керим Диниев, также является профессиональным футболистом.